# Orthophoetus
Orthophoetus là một chi bướm ngày thuộc họ Bướm nâu.